# TuS Schloß Neuhaus
TuS Schloß Neuhaus (celým názvem: Turn- und Sportverein 07/10 Schloß Neuhaus e.V.) byl německý sportovní klub, který sídlil v Paderbornu, jenž leží ve spolkové zemi Severní Porýní-Vestfálsko. Založen byl v roce 1907 pod názvem Arminia Neuheus. Zanikl v roce 1985 po fúzi s 1. FC Paderborn.
Své domácí zápasy odehrával na Hermann-Löns-Stadionu s kapacitou 11 723 diváků.

## Historie
Po vzoru ostrovní britské kopané vznikl v Neuhausu 14. srpna 1907 celek Arminia Neuhaus, jenž založila dvacítka místních fotbalových nadšenců. Tento nejstarší celek paderbornského regionu změnil o tři roky později název na Concordia Nauhaus. Zájem o fotbal se projevil dne 17. září 1910 i v sousední obci Sennelager vznikem týmu VfB Senne, ale ten po třech letech změnil jméno na nové – Turn- und Spielverein Senne. Od roku 1919 fungoval klub z Neuhausu pod názvem SV 07 Neuhaus. V meziválečném období zejména 30. let prožil Neuhaus v patře druhé nejvyšší Bezirksligy. Ve 40. letech byl sennelagerský tým přejmenován na TuS Sennelager.
Fotbal v Sennelageru vlivem následků druhé světové války na čas ustal. Naopak v Neuhausu zprovoznili a otevřeli 8. září 1957 Hermann-Löns-Stadion. Perioda 60. let fotbalovou situaci obou klubů pozměnila. Zatímco Neuhaus zažíval výkonnostní útlum, Sennelager za vydatné podpory mecenáše Josefa Peitze rychle opustil druhou krajskou soutěž (2. Kreisklasse) a vydal se do zemské Landesligy. Roku 1971 se dokonce dosáhlo na postup do tehdy nejvyšší vestfálské amatérské třídy – Verbandsligy.
Oba kluby se 8. června 1973 spojily v jeden celek a pod název TuS 07/10 Schloß Neuhaus. Překvapivý obdiv si Neuhaus získal proti favorizovanému soupeři Eintrachtu Frankfurt v remízovém klání (2:2) domácího DFB-Pokalu dne 19. srpna 1977. V sezóně 1981/82 prožíval tým jubilejní 75. rok své existence a navíc se stal mistrem Vestfálska. Kvalifikoval se tím do 2. Bundesligy, ale následně v profesionální soutěži setrval pouhý rok a sestoupil jako poslední v tabulce.
Příznivci Neuhausu a Paderbornu se 1. června 1985 dočkali do té doby nemyslitelného – jejich oblíbené kluby se spojily v jeden. Sloučením 1. FC Paderborn a SV 07/10 Schloß Neuhaus vznikl nový celek TuS 07/10 Paderborn-Neuhaus.

## Historické názvy
Zdroj: 
- 1907 – Arminia Neuhaus
- 1910 – Concordia Neuhaus
- 1919 – SV 07 Neuhaus (Sportverein 07 Neuhaus)
- 1973 – fúze s TuS Sennelager ⇒ TuS Schloß Neuhaus (Turn- und Sportverein 07/10 Schloß Neuhaus e.V.)
- 1985 – fúze s 1. FC Paderborn ⇒ TuS Paderborn-Neuhaus
- 1985 – zánik

## Umístění v jednotlivých sezonách
Stručný přehled
Zdroj: 
- 1963–1965: Landesliga Westfalen – sk. 1
- 1973–1976: Verbandsliga Westfalen – sk. 1
- 1976–1977: Landesliga Westfalen – sk. 1
- 1977–1978: Verbandsliga Westfalen – sk. 1
- 1978–1982: Fußball-Oberliga Westfalen
- 1982–1983: 2. Fußball-Bundesliga
- 1983–1985: Fußball-Oberliga Westfalen

Jednotlivé ročníky
Zdroj: 
Legenda: Z - zápasy, V - výhry, R - remízy, P - porážky, VG - vstřelené góly, OG - obdržené góly, +/- - rozdíl skóre, B - body, zlaté podbarvení - 1. místo, stříbrné podbarvení - 2. místo, bronzové podbarvení - 3. místo, červené podbarvení - sestup, zelené podbarvení - postup, fialové podbarvení - reorganizace, změna skupiny či soutěže
| Německo (1963 – 1985) |                                |        |    |     |     |     |    |     |      |    |        |
| Sezóny                | Liga                           | Úroveň | Z  | V   | R   | P   | VG | OG  | +/−  | B  | Pozice |
| 1963/64               | Landesliga Westfalen – sk. 1   | 4      | 30 | ... | ... | ... | 50 | 66  | -16  | 27 | 11.    |
| 1964/65               | Landesliga Westfalen – sk. 1   | 4      | 30 | ... | ... | ... | 27 | 136 | -109 | 7  | 16.    |
| ...                   |                                |        |    |     |     |     |    |     |      |    |        |
| 1973/74               | Verbandsliga Westfalen – sk. 1 | 3      | 30 | 11  | 9   | 10  | 47 | 39  | +8   | 31 | 9.     |
| 1974/75               | Verbandsliga Westfalen – sk. 1 | 3      | 34 | 10  | 11  | 13  | 38 | 58  | -20  | 31 | 13.    |
| 1975/76               | Verbandsliga Westfalen – sk. 1 | 3      | 34 | 10  | 9   | 15  | 40 | 52  | -12  | 29 | 16.    |
| 1976/77               | Landesliga Westfalen – sk. 1   | 4      | 32 | ... | ... | ... | 82 | 34  | +48  | 54 | 1.     |
| 1977/78               | Verbandsliga Westfalen – sk. 1 | 3      | 34 | 21  | 4   | 9   | 76 | 41  | +35  | 46 | 3.     |
| 1978/79               | Fußball-Oberliga Westfalen     | 3      | 34 | 17  | 11  | 6   | 70 | 38  | +32  | 45 | 2.     |
| 1979/80               | Fußball-Oberliga Westfalen     | 3      | 34 | 14  | 10  | 10  | 55 | 43  | +12  | 38 | 5.     |
| 1980/81               | Fußball-Oberliga Westfalen     | 3      | 34 | 18  | 7   | 9   | 69 | 45  | +24  | 43 | 3.     |
| 1981/82               | Fußball-Oberliga Westfalen     | 3      | 40 | 24  | 11  | 5   | 95 | 47  | +48  | 59 | 1.     |
| 1982/83               | 2. Fußball-Bundesliga          | 2      | 38 | 7   | 8   | 23  | 43 | 92  | -49  | 22 | 20.    |
| 1983/84               | Fußball-Oberliga Westfalen     | 3      | 34 | 14  | 10  | 10  | 58 | 51  | +7   | 38 | 5.     |
| 1984/85               | Fußball-Oberliga Westfalen     | 3      | 34 | 17  | 8   | 9   | 74 | 49  | +25  | 42 | 5.     |